# العرضية (ماهلية)

تعديل مصدري - تعديل

العرضية هي إحدى قرى عزلة حلاقة ال حسين بمديرية ماهلية التابعة لمحافظة مأرب، بلغ تعداد سكانها 204 نسمة حسب تعداد اليمن لعام 2004.